# Porta Cavour
Porta Cavour era una delle porte storiche di Pavia, era situata nella zona nord della città, lungo il viale che porta verso Milano. La porta era un'importante testimonianza della storia architettonica e urbana di Pavia, ed è legata alla tradizione delle fortificazioni medievali e successivamente a quella dei restauri ottocenteschi.

## Storia
Le origini di Porta Cavour risalgono al periodo medievale, quando Pavia era una città fortificata. La porta faceva parte delle mura cittadine, che servivano a difendere la città dai nemici. Pavia, in quel periodo, era un'importante città del Regno Longobardo e successivamente del Sacro Romano Impero. Le mura medievali erano numerose, e le porte come Porta Cavour erano punti di accesso strategici alla città.
Nel XIX secolo, Pavia si trovava sotto il dominio napoleonico e successivamente nel Regno Lombardo-Veneto, parte dell'Impero austriaco. Durante questo periodo, le vecchie mura medievali e le porte furono sottoposte a vari interventi di restauro e modernizzazione. Porta Cavour, che inizialmente aveva una struttura medievale, venne trasformata in uno stile neoclassico.
Nel 1836, il governo austriaco decise di dare alla porta una nuova veste per renderla più imponente e adatta ai tempi moderni. Venne costruita una nuova arcata, e la porta fu dedicata a Camillo Cavour, uno degli uomini politici più importanti nella storia d'Italia, noto per il suo ruolo nel Risorgimento e nella formazione del Regno d'Italia. La dedicazione a Cavour, che avvenne qualche anno dopo la sua morte (1861), riflette l'importanza del contesto politico dell'epoca.
La Porta fu demolita nel 1935 per la costruzione della Strada statale 35 dei Giovi, Per il crescente Traffico fra Milano e Genova. Fra il 1936 e il 1938 fu costruita la Statua della Minerva nel punto in cui era posizionata la porta.

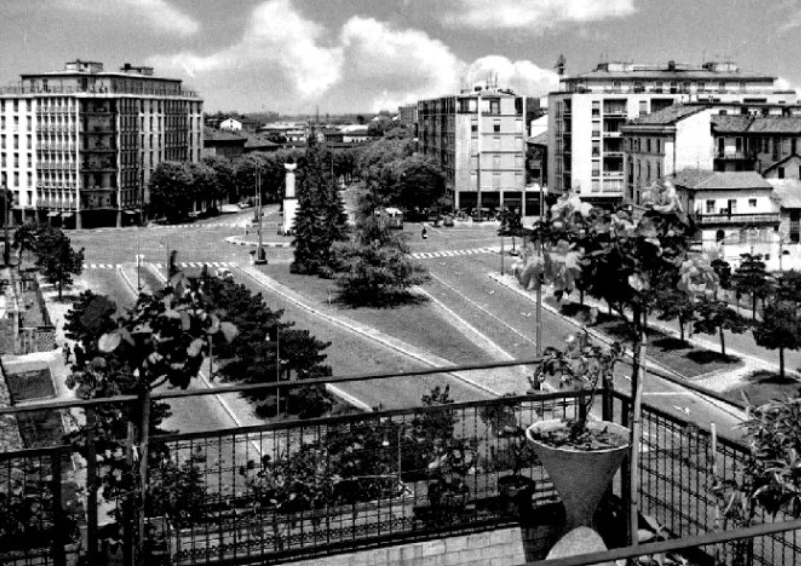
Il Piazzale dove era posizionata la porta